# Sint Anthonis
Sint Anthonis este o comună și o localitate în provincia Brabantul de Nord, Țările de Jos.

## Localități componente
Landhorst, Ledeacker, Oploo, Rijkevoort, De Walsert, Sint Anthonis, Stevensbeek, Wanroij, Westerbeek.